# GLAAD Media Awards 2006
La 17ª edizione dei GLAAD Media Awards si è tenuta nel 2006. Le cerimonie di premiazione hanno avuto luogo al Marriot Marquis di New York il 27 marzo, al Kodak Theatre di Los Angeles l'8 aprile e al San Francisco Marriot di San Francisco il 10 giugno.

## New York
Vito Russo Award
- David LaChapelle

Barbara Gittings Award
- here!
- Logo
- Q Television Network

Riconoscimento Speciale
- ”First Day of My Life” (videoclip dei Bright Eyes), regia di John Cameron Mitchell

Miglior film della grande distribuzione
- Brokeback Mountain
- Truman Capote - A sangue freddo
- La neve nel cuore
- Kiss Kiss Bang Bang
- Rent

Miglior reality show
- 30 Days
- America's Next Top Model
- The Amazing Race
- Wife Swap
- Queer Eye

Miglior episodio talk show
- "When I Knew I Was Gay", The Oprah Winfrey Show
- "When Your Identical Twin Has a Sex Change", The Oprah Winfrey Show
- "Fighting for My Children", Dr. Phil
- "Twins: Identical But Different", The Montel Williams Show

Miglior cantante
- Melissa Etheridge, Greatest Hits: The Road Less Traveled
- Antony and the Johnsons, I Am a Bird Now
- Girlyman, Little Star
- Sharon Isbin, Rodrigo: Concierto de Aranjuez; Villa-Lobos: Concerto for guitar; Ponce: Concierto del Sur
- Amy Ray, Prom

## Los Angeles
Vanguard Award
- Charlize Theron

Stephen F. Kolzak Award
- Melissa Etheridge

Miglior film della piccola distribuzione;
- Transamerica
- Beautiful Boxer
- Mysterious Skin
- Salvare la faccia
- Camminando sull'acqua

Miglior documentario
- TransGeneration
- American Experience: Kinsey
- Middle Sexes: Redefining He and She
- Same Sex America
- We Are Dad

Miglior serie commedia
- Will & Grace
- Out of Practice - Medici senza speranza
- Shameless

Miglior serie drammatica
- The L Word
- Una donna alla Casa Bianca
- Queer as Folk
- Six Feet Under
- South of Nowhere

Miglior episodio serie TV
- "La mia migliore amica", Cold Case
- "La lista di Earl", My Name is Earl
- "Alienazioni", Law & Order - Unità vittime speciali
- "In cucina con papà", Le cose che amo di te
- "Transizioni", Senza traccia

## San Francisco
Golden Gate Award
- Jennifer Tilly

Davidson/Valentini Award
- Ron Cowen
- Daniel Lipman

Pioneer Award
- Reverendo Cecil Williams

Miglior serie Daytime drammatica
- Passions
- General Hospital

Miglior film per la televisione
- The Long Firm
- Partner(s)